# Constitution des Comores
Lire en ligne

Consulter

La Constitution des Comores actuelle, de l'union des Comores, est entrée en vigueur le 23 décembre 2001. La première constitution date de 1977. Le 31 juillet 2018, une nouvelle constitution est adoptée par référendum.

## Constitution de 1977
Le 23 avril 1977 première constitution présentée par le gouvernement d'Ali Soilih.

## Constitution de 1978
Le 1 octobre 1978, seconde constitution proposée par le directoire politico-militaire d'Ahmed Abdallah et d'Ahmed Mohamed. Le régime politique adopté est celui d'une république fédérale.

## Constitution de 1992
Une nouvelle constitution est adoptée en 1992.

### Crise séparatiste de 1997
La crise politique et constitutionnelle liée à l'indépendance de fait d'Anjouan et de Mohéli, qui, à la mort de Mohamed Taki, refusent d'organiser des élections. Les politiques des trois îles, grâce aux accords de Fomboni, mettent en place une série de mesures qui conduiront à la création d'une nouvelle constitution. Le pays, alors appelé république fédérale islamique des Comores, prend pour nom union des Comores.

## Constitution de 2001
La constitution de 2001 a comme objectif principal de permettre une meilleure relation politique entre les îles en garantissant à chacune des îles un meilleur accès aux sphères du pouvoir. En arrière pensée, elle devait pouvoir fournir aux Mahorais un choix crédible entre l'intégration à la France en tant que département ou l'intégration à l'union Comores. En ce sens, la constitution garantit une très large autonomie aux îles et une présidence tournante. La crise d'Anjouan de 2007 ou le vote en faveur de la départementalisation de Mayotte montre que la constitution n'a pas complètement répondu aux attentes de tous les habitants de l'archipel.

### Problème constitutionnel de 2016
La Constitution prévoit qu'un représentant de chacune des îles accède tous les 4 ans au poste de président du gouvernement. La Grande Comore a été représentée entre 2002 à 2006 et Anjouan l'a été de 2006 à 2010. Depuis, le représentant de Mohéli Ikililou Dhoinine, a accédé à la magistrature suprême et c'est lui qui est actuellement en poste. Considérant que Mayotte fait partie intégrante de son territoire, la constitution de l'Union des Comores a prévu dans sa Constitution que cette présidence tournante échoie à l'île aux Parfums en 2016. La constitution prévoit qu'un Mahorais deviennent président en 2016. Alors que Mayotte est devenu département français, une période de vacance ou un problème constitutionnel naitra de cette situation. Le représentant ne peut être élu directement, il doit donc être nommé. Le journaliste Hakim Ali Saïd s'est présenté comme candidat.

## Sources

## Compléments